# 가시다람쥐족
가시다람쥐족 또는 땅다람쥐족(Xerini)은 다람쥐과에 속하는 설치류 족 분류군이다. 아프리카와 아시아에서 발견되는 땅다람쥐류이다. 마멋족(전북구의 땅다람쥐류)과 아프리카큰다람쥐족(아프리카의 나무땅다람쥐류)와 함께 땅다람쥐아과를 형성한다.

## 하위 종
- 바르바리땅다람쥐속 (Atlantoxerus)
  - 바르바리땅다람쥐 (Atlantoxerus getulus)
- 긴발톱땅다람쥐속 (Spermophilopsis)
  - 긴발톱땅다람쥐 (Spermophilopsis leptodactylus)
- 아프리카땅다람쥐속 (Xerus)
  - 줄무늬땅다람쥐 (Xerus erythropus)
  - 케이프땅다람쥐 (Xerus inauris)
  - 산악땅다람쥐 (Xerus princeps)
  - 민무늬땅다람쥐 (Xerus rutilus)